# Vamlingbo socken
Vamlingbo socken ingick i Gotlands södra härad, ingår sedan 1971 i Gotlands kommun och motsvarar från 2016 Vamlingbo distrikt.
Socknens areal är 53,8 kvadratkilometer, varav 53,5 land. År 2020 fanns här 204 invånare. Kyrkbyn Vamlingbo med sockenkyrkan Vamlingbo kyrka ligger i socknen.

## Administrativ historik
Vamlingbo socken har medeltida ursprung. Socknen tillhörde Hoburgs ting som i sin tur ingick i Hoburgs setting i Sudertredingen.
Vid kommunreformen 1862 övergick socknens ansvar för de kyrkliga frågorna till Vamlingbo församling och för de borgerliga frågorna bildades Vamlingbo landskommun. Landskommunen införlivades 1952 i Hoburgs landskommun och ingår sedan 1971 i Gotlands kommun. Församlingen uppgick 2006 i Hoburgs församling.
1 januari 2016 inrättades distriktet Vamlingbo, med samma omfattning som församlingen hade 1999/2000.  
Socknen har tillhört samma fögderier och domsagor som Gotlands södra härad. De indelta båtsmännen tillhörde Gotlands andra båtsmanskompani.

## Geografi
Vamlingbo socken ligger på västra sidan av halvön Storsudret som avslutar Gotland i söder. Socknen är en flack slättbygd där odlingsmark omväxlar med skogs- och alvarsmarker och har långgrunda stränder.

### Gårdsnamn
Anderse, Augstens, Austre, Bilds, Bjärges, Bosarve, Bonsarve, Bottarve, Fridarve, Frides, Gervalds, Hallvards, Hägvier, Kastelle, Kvarne, Kyrker, Lingsarve, Mickels, Nore, Petsarve, Prästgården, Rembs, Rofinds, Sibbjäns, Sigfride, Sigrajvs, Sigmunde, Sippmanne, Stenstugu, Storms, Svalstäde, Tume, Västlands, Ängvards.

## Fornlämningar
Från bronsåldern finns gravrösen och skärvstenshögar. Från järnåldern finns fem mindre gravfält, husgrunder, och sliprännestenar. Ett tiotal runristningar är noterade och tre vikingatida silverskatter är påträffade.

## Namnet
Namnet (1300-talet Vamlingabo) innehåller efterleden bor, 'bygd'. Förleden innehåller vemblingar som är sammansatt av våm, 'stor buk, mage' syftande på naturformationen, andra delen utgörs antingen av inge, 'inbyggare eller av linge, 'ljungbeväxt mark'.

## Befolkningsutveckling
| Befolkningsutvecklingen i Vamlingbo socken 1750–2020 | Befolkningsutvecklingen i Vamlingbo socken 1750–2020 | Befolkningsutvecklingen i Vamlingbo socken 1750–2020 | Befolkningsutvecklingen i Vamlingbo socken 1750–2020 | Befolkningsutvecklingen i Vamlingbo socken 1750–2020 |
| --- | ---------------------------------------------------- | ---------------------------------------------------- | ---------------------------------------------------- | ---------------------------------------------------- |
| |                                                      |                                                      |                                                      |                                                      |
| År |                                                      |                                                      | Folkmängd                                            |                                                      |
| 1750 | 1750                                                 |                                                      | 378                                                  |                                                      |
| 1760 | 1760                                                 |                                                      | 406                                                  |                                                      |
| 1769 | 1769                                                 |                                                      | 421                                                  |                                                      |
| 1780 | 1780                                                 |                                                      | 432                                                  |                                                      |
| 1790 | 1790                                                 |                                                      | 385                                                  |                                                      |
| 1800 | 1800                                                 |                                                      | 474                                                  |                                                      |
| 1810 | 1810                                                 |                                                      | 482                                                  |                                                      |
| 1820 | 1820                                                 |                                                      | 537                                                  |                                                      |
| 1830 | 1830                                                 |                                                      | 565                                                  |                                                      |
| 1840 | 1840                                                 |                                                      | 599                                                  |                                                      |
| 1850 | 1850                                                 |                                                      | 688                                                  |                                                      |
| 1860 | 1860                                                 |                                                      | 778                                                  |                                                      |
| 1870 | 1870                                                 |                                                      | 827                                                  |                                                      |
| 1880 | 1880                                                 |                                                      | 752                                                  |                                                      |
| 1890 | 1890                                                 |                                                      | 745                                                  |                                                      |
| 1900 | 1900                                                 |                                                      | 704                                                  |                                                      |
| 1910 | 1910                                                 |                                                      | 673                                                  |                                                      |
| 1920 | 1920                                                 |                                                      | 619                                                  |                                                      |
| 1930 | 1930                                                 |                                                      | 599                                                  |                                                      |
| 1940 | 1940                                                 |                                                      | 523                                                  |                                                      |
| 1950 | 1950                                                 |                                                      | 544                                                  |                                                      |
| 1960 | 1960                                                 |                                                      | 444                                                  |                                                      |
| 1970 | 1970                                                 |                                                      | 349                                                  |                                                      |
| 1980 | 1980                                                 |                                                      | 309                                                  |                                                      |
| 1990 | 1990                                                 |                                                      | 258                                                  |                                                      |
| 2000 | 2000                                                 |                                                      | 232                                                  |                                                      |
| 2010 | 2010                                                 |                                                      | 216                                                  |                                                      |
| 2020 | 2020                                                 |                                                      | 204                                                  |                                                      |
| Anm: Källor: Umeå universitet - Tabellverket 1749-1859, Demografiska databasen, CEDAR, Umeå universitet, Befolkningsutvecklingen i Gotlands socknar 2000 - 2010, Folkmängden per distrikt, landskap, landsdel eller riket efter kön. År 2015 - 2022. |                                                      |                                                      |                                                      |                                                      |

### Fotnoter
1. 1 2  Svensk Uppslagsbok andra upplagan 1947–1955: Vamlingbo socken
2. ↑  ”Folkmängden per distrikt, landskap, landsdel eller riket efter kön. År 2015 - 2022”. Statistikdatabasen. Statistiska centralbyrån. http://www.statistikdatabasen.scb.se/pxweb/sv/ssd/START__BE__BE0101__BE0101A/FolkmangdDistrikt/. Läst 23 april 2023.
3. ↑  Harlén, Hans; Harlén Eivy (2003). Sverige från A till Ö: geografisk-historisk uppslagsbok. Stockholm: Kommentus. Libris 9337075. ISBN 91-7345-139-8
4. ↑  ”Församlingar”. Statistiska centralbyrån. https://www.scb.se/hitta-statistik/regional-statistik-och-kartor/regionala-indelningar/forsamlingar/. Läst 30 december 2022.
5. ↑  Administrativ historik för Vamlingbo socken (Klicka på församlingsposten). Källa: Nationella arkivdatabasen, Riksarkivet.
6. ↑  Om Gotlands båtsmanskompani
7. 1 2  Sjögren, Otto (1931). Sverige geografisk beskrivning del 2 Östergötlands, Jönköpings, Kronobergs, Kalmar och Gotlands län. Stockholm: Wahlström & Widstrand. Libris 9939
8. 1 2 3  Nationalencyklopedin
9. ↑  Förteckning över slipskåror
10. ↑  Fornlämningar, Statens historiska museum: Vamlingbo socken
11. ↑  Fornminnesregistret, Riksantikvarieämbetet: Vamlingbo socken Fornminnen i socknen erhålls på kartan genom att skriva in sockennamn (utan "socken") i "Ange geografiskt område"
12. ↑  Mats Wahlberg, red (2003). Svenskt ortnamnslexikon. Uppsala: Institutet för språk och folkminnen. Libris 8998039. ISBN 91-7229-020-X. https://isof.diva-portal.org/smash/get/diva2:1175717/FULLTEXT02.pdf